# Dawid Rewiwo
Dawid Rewiwo (ur. 5 grudnia 1977 w Aszdodzie) – izraelski piłkarz, grający w zespole Maccabi Jawne. Występuje na pozycji pomocnika.

## Kariera klubowa
Profesjonalną karierę Rewiwo nie rozpoczął w mieście, w którym się urodził, a w Maccabi Tel Awiw, z którego do FC Aszdod przeniósł się dopiero w 1999 roku. Spędził w tym zespole aż dziesięć sezonów. Latem 2009 roku trafił do Hapoel Beer Szewa, a po dwóch latach powrócił do FC Aszdod. Przed rozpoczęciem sezonu 2013/14 podpisał umowę z Beitarem Jerozolima

## Kariera reprezentacyjna
W reprezentacji Izraela zadebiutował 17 listopada 2004 roku w meczu eliminacji mistrzostw świata przeciwko Cyprowi. Na boisku pojawił się w 79 minucie meczu.
| Mecze i gole w reprezentacji | Mecze i gole w reprezentacji | Mecze i gole w reprezentacji | Mecze i gole w reprezentacji | Mecze i gole w reprezentacji | Mecze i gole w reprezentacji | Mecze i gole w reprezentacji |
| #                            | Data                         | Stadion                      | Rywal                        | Wynik                        | Gol                          | Rozgrywki                    |
| 2004                         | 2004                         | 2004                         | 2004                         | 2004                         | 2004                         | 2004                         |
| ---------------------------- | ---------------------------- | ---------------------------- | ---------------------------- | ---------------------------- | ---------------------------- | ---------------------------- |
| 1.                           | 17.11.2004                   | Nikozja, Cypr                | Cypr                         | 2:1                          | 0                            | El. MŚ 2006                  |
| 2005                         |                              |                              |                              |                              |                              |                              |
| 2.                           | 09.02.2005                   | Jerozolima, Izrael           | Chorwacja                    | 3:3                          | 0                            | towarzyski                   |
| 3.                           | 15.08.2005                   | Kijów, Ukraina               | Ukraina                      | 0:0                          | 0                            | towarzyski                   |